# Дидак Пир
Дидак Пир (право име Исаиа Коен) (лат. Didacus Pyrrhus Lusitanus;Iacobus Flavius Eborensis; Eвора, Португалија, 5. април. 1517 – 16. маја 1599. Дубровник) је ренесансни пјесник на новолатинском.

## Биографија
Поријеклом је из богате породице португалских Јевреја. Након прогнаничкога боравка у Енглеској и Белгији почетком 1540-их дошао у Ферару. Због епидемије се 1551. склонио у Анкону, потом у Рим, из којега је побјегао 1555. Након краћега задржавања у Цариграду од 1558. настанио се у Дубровнику, гдје је подучавао класичне језике.
Међународну пажњу привукао је првом самосталном збирком Пјесама (Carmina, 1545), која открива склоност за еротске мотиве и захтјевна версификацијска рјешења. У почасној гести дипломата и књижевник Ђироламо Фалети уврстио је у своју збирку пјесама и тринаест Дидакових саставака (1546), а Giglio Gregorio Giraldi увео га је као саговорника у пионирску расправу о новолатинској књижевности (1551). Адоптивној отаџбини Дидак се захвалио у хексаметарској посланици Паолу Манузију, сину познатога издавача Алда (Paolu – Ad Paulum, 1563). У истом је духу и пјесма О данашњим угледним дубровачким породицама (De illustribus familiis quae hodie Rhacusae exstant, 1582), за коју га је дубровачки сенат наградио. Збирчицу Енкомијаст (Encomiastes) посветио је пријатељу и мецени Томи Будиславићу. Поучно-добродушна је по наслову, али не увијек и по садржају, збирка Катон Млађи (Cato Minor sive dysticha moralia ad Ludimagistros Olyssiponenses, 1592). Из трокњижне збирке Елегија (Elegiarum libri tres), посвећене Доминику Златарићу, тек су неке постхумно објављене у штампи. Крњи епилиј О св. Влаху, заштитнику Дубровачке републике (De D. Blasio, rhacusanae reipublicae patrono, carmen) остао је у рукопису. Његово је пјесништво богат извор података за културну историју Дубровника у другој половици 16. вијека.